# Rémy
Pour les articles homonymes, voir Rémy (homonymie).
Ne doit pas être confondu avec saint Remi, Rémi ou Saint-Rémi.
Rémy ou Remy est un prénom français masculin, sans doute popularisé grâce à la renommée de saint Remi de Reims. Ensuite, l'anthroponyme est devenu également patronyme et signifie perle rare.
Dans de rares cas, dans les pays hispaniques et aux États-Unis, Remy ou Remi peut être un prénom féminin ou un diminutif de prénom féminin.
Il est fêté le 15 janvier.

## Origine du prénom
Rémy / Rémi est issu de l’anthroponyme d'origine romaine Remigius dérivé du latin rēmex, rēmĭgis, littéralement « rameur »,,,, rendu populaire par le saint du même nom, c'est-à-dire Remi de Reims,,. Il s'est cependant confondus avec quelques noms de saints postérieurs et moins connus appelés Remedius « qui guérit »,, l'évolution phonétique Remigius > Rémi, étant en effet proche de celle de Remedius > Remi en français. Remigius / Remedius est la seule étymologie de Rémy (-i) / Remy (-i) admise par les spécialistes de l’onomastique et les linguistes,,.
Remarque : L'analogie avec l'ethnonyme des habitants la région de Reims à l'époque de la guerre des Gaules appelés Remi en latin, c'est-à-dire les Rèmes, n'est qu'une coïncidence entre la forme française Rémy (issue du latin Remigius / Remedius) et la forme latine Remi, les deux étant bien distinctes en latin.

## Variantes
- Rémi, Remi, Rémy et Remy, les quatre formes courantes de prénoms et de patronymes[4]
- Ramai, forme poitevine
- Remi, diminutif espagnol du prénom féminin Remedios, version courte du prénom María de los Remedios inspiré par la Virgen de los Remedios (es) (« la Vierge des Remèdes »)